# Engoulevent du Natal
Caprimulgus natalensis
Espèce
Statut de conservation UICN

 LC  : Préoccupation mineure
L'Engoulevent du Natal (Caprimulgus natalensis)  ou Engoulevent à queue blanche, est une espèce d'oiseaux de la famille des Caprimulgidae.

## Répartition
Son aire dissoute s'étend à travers l'Afrique subsaharienne.